# Arroio dos Ratos
Arroyo dos Ratos es un municipio en el estado brasileño de Rio Grande do Sul.
Gracias a su suelo, es conocido a nivel nacional como la cuna de la industria del carbón y de la Capital Nacional de la sandía. Pertenece a la región metropolitana de Porto Alegre y la microrregión de San Jerónimo. La ciudad está situada a 55 km de Porto Alegre, al este de la carretera estatal se corten por Aranha, popular BR-290 y una de las maneras famosas del Mercosur, convirtiéndose en un miembro de la región geo-económica del Sur Medio.
Con una superficie total de 425,9 kilómetros ² y una población de 13.608 habitantes, Arroyo dos Ratos tiene una de la densidad de población más baja de la región del carbón, diferente de la realidad que se encuentra en el apogeo de la extracción de carbón. En esta misma ciudad se abrió la primera mina de carbón en América Latina, el espíritu pionero que lo estableció como cuna de la industria nacional del carbón. Es desmontable, sobre todo, durante décadas, la rata Arroyo fue el principal centro de la industria del carbón en Brasil y siempre que, durante muchos años, el carbón quemado por Usina hacer en Porto Alegre, por lo tanto, ser un importante contribuyente a la energía utilizada por la capital Rio Grande do Sul. 
Sin embargo, la escasez y la depreciación del mineral como fuente de energía, por lo que dieron la hegemonía de esta rama y se llevaron a la ciudad a buscar nuevas actividades económicas, como la ganadería y la agricultura. Esta última situación económica, que recientemente se restablecerá el municipio de Arroyo dos Ratos de pruebas en el país, mediante la producción de sandía relevante, recibiendo el título de Capital Nacional de la sandía. Anualmente, la ciudad celebra la cosecha del fruto más característico de la región del carbón, con la tradicional fiesta de la sandía Arroyo de ratones.
- Datos: Q1750199
- Multimedia: Arroio dos Ratos / Q1750199

1. ↑  Worldpostalcodes.org,código postal n.º 96740-000.